# Вељаци
Вељаци су насељено мјесто у Босни и Херцеговини у Општини Љубушки које административно припада Федерацији Босне и Херцеговине. Према попису становништва из 1991. у насељу је живјело 1.218 становника.

## Становништво
| Националност       | 1991.          | 1981.          | 1971.          |
| Хрвати             | 1.212 (99,50%) | 1.254 (99,60%) | 1.206 (99,58%) |
| Муслимани          | 0              | 0              | 0              |
| Срби               | 0              | 1 (0,07%)      | 1 (0,08%)      |
| Југословени        | 0              | 0              | 1 (0,08%)      |
| остали и непознато | 6 (0,49%)      | 4 (0,31%)      | 3 (0,24%)      |
| Укупно             | 1.218          | 1.259          | 1.211          |